# Wilhelm Heuckmann
Wilhelm Heuckmann (* 14. Mai 1897 in Kleve; † 1. Mai 1954 in Bonn) war ein deutscher Weinbauer und der erste Generalsekretär des Deutschen Weinbauverbandes.

## Berufliche Tätigkeiten
Heuckmann stammte aus einer Lehrerfamilie. Nach Kriegsteilnahme absolvierte er ein Praktikum im Weinbau. Anschließend wurde er Eleve des Weinbaues und der Kellerwirtschaft an der Lehr- und Forschungsanstalt Geisenheim, das er ab 1922 mit einem Studium der Landwirtschaft an der Landwirtschaftlichen Hochschule in Bonn. Dieses Studium schloss er mit einer Promotion ab. 
Seine erste Anstellung fand er an der Rebenveredlungsanstalt in Oberlahnstein. Ausgestattet mit dieser Erfahrung wurde ihm 1931 die Leitung der Staatlichen Rebenveredlungsanstalt Bernkastel-Kues als Nachfolger von Johannes Fuess übertragen. Bereits vier Jahre später ereilte ihn der Ruf an die Weinbauabteilung des Reichsnährstandes in Berlin, wo ihm 1935 die Abteilungsleitung übertragen wurde. 
In dieser Zeit war er verantwortlich für die Organisation des Internationalen Weinbaukongresses 1939. Der Kongress sollte im Herbst des Jahres in Bad Kreuznach und mit einer Tagung der Internationalen Organisation für Rebe und Wein kombiniert werden. Lehr- und Sonderschauen für Weinbau und Önologie sollten die komplette Prozesskette vom Anbau bis zur Vermarktung didaktisch näherbringen. Wegen des Kriegsausbruches zwei Tage zuvor musste der Kongress abgebrochen werden.
Nach Kriegsende war Wilhelm Heuckmann vorübergehend auf dem Weingut Wirth in Wöllstein, Rheinhessen, später bei der Bezirksregierung in Koblenz tätig. Als die Arbeitsgemeinschaft der Deutschen Weinbauverbände in Frankfurt am Main 1948 aktiv wurde übernahm er deren Geschäftsführung. Bei der Wiederbegründung des Deutschen Weinbauverbandes am 31. Mai 1950 wurde Heuckmann auf Vorschlag von Richard Graf Matuschka-Greiffenclau und Albert Bürklin zum Generalsekretär berufen.
Ihm oblag die Ausrichtung der Deutschen Weinbaukongresse 1950 in Bad Kreuznach (Schirmherr Theodor Heuss) unter den schwierigen Nachkriegsbedingungen und 1952 in Freiburg im Breisgau. Im Laufe seines Berufslebens schrieb er zahlreiche Veröffentlichungen.

## Quelle
- Wilhelm Heuckmann auf Persönlichkeiten der Weinkultur der Gesellschaft für Geschichte des Weines